# La Légende de Prince Vaillant
La Légende de Prince Vaillant (The Legend of Prince Valiant) est une série télévisée d'animation franco-américaine en 65 épisodes de 22 minutes, créée d'après la bande dessinée éponyme d'Harold Foster et diffusée entre le 3 septembre 1991 et le 25 juin 1993 sur The Family Channel.
En France, la série a été diffusée à partir du 5 avril 1992 dans l'émission C'est Lulo sur FR3, et au Québec à partir du 1er septembre 1992 à Super Écran.

## Synopsis
Après que son château fut conquis, Vaillant, prince de Thulé rêve que le roi Arthur l'appelle. Le prince prend alors les devants et décide de partir à la recherche du célèbre royaume de Camelot où réside le roi.
Au cours de son périple, Vaillant rencontre deux nouveaux amis, Arn et Roxanne, qui se joignent à lui afin de devenir tous trois chevaliers de la Table ronde.
Arrivés au château du roi Arthur, les trois compagnons vont devoir prouver leur valeur par de nombreuses missions plus périlleuses les unes que les autres, pour enfin mériter d'être sacrés chevaliers.

## Voix françaises
- Patrick Poivey puis Patrice Baudrier : Prince Vaillant
- Danièle Douet puis Laurence Dourlens : Roxanne
- Luq Hamet puis Georges Caudron : Arn
- Jean-Claude Montalban : Rowlf, John le vaurien, le shérif
- William Sabatier puis Olivier Hémon : le père de Vaillant, le roi Arthur
- Pascale Jacquemont : la reine Guenièvre, Morgane, voix additionnelles
- Jean-Paul Coquelin : Merlin
- Bernard Bollet : Gauvain, Mordred
- Michel Tugot-Doris : Sir Bryan
- Francine Lainé : la mère de Vaillant
- Michel Vigné : le père de Roxanne
- Marie-Martine Bisson : la mère de Roxanne

## Fiche technique
- Auteurs et scénaristes : Brooks Wachtel, David J. Corbett, Diane Dixon, Martin Pasko et Hal Foster
- Chanson du générique interprétée par Frédéric Fresson (version télévisée) et Nathalie Lermitte (version parue en vinyle 45 tours)[1]

## Épisodes

### Première saison (1991-1992)
1. Le Rêve (The Dream)
2. Le Voyage (The Journey)
3. La Fille du forgeron (The Blacksmith's Daughter)
4. L'Enlèvement (The Kidnapping)
5. La Confiance (The Trust)
6. La Découverte de Camelot (The Finding of Camelot)
7. Le Don (The Gift)
8. L'Épée chantante (The Singing Sword)
9. La Confiance trahie (The Trust Betrayed)
10. Le Secret de la garde périlleuse (The Secret of Perilous Garde)
11. Le Retour (The Return)
12. Le Visiteur (The Visitor)
13. Le Réveil (The Awakening)
14. Le Gardien (The Guardian)
15. Le Piège (The Trap)
16. Le Tour de la roue (The Turn of the Wheel)
17. Le Concurrent (The Competitor)
18. La Route du retour (The Road Back)
19. Le Poing d'acier (The Fist of Iron)
20. L'Enfant abandonné (The Waif)
21. L'Aube des ténèbres (The Dawn of Darkness)
22. La Bataille de Greystone (The Battle of Greystone)
23. Les Retrouvailles (The Reunion)
24. Le Choix (The Choice)
25. Le Triomphe (The Triumph)
26. Le Rêve devenu réalité (The Dream Come True)

### Deuxième saison (1992-1993)
1. Le Chevalier banni (The Lost)
2. L'Intrigue (The Deception)
3. La Rose noire (The Black Rose)
4. Les Mendiants (The Beggar)
5. La Flûte enchantée (The Flute)
6. La Couleur de l'honneur (The Color of Honor)
7. La Leçon apprise deux fois (The Lesson Twice Learned)
8. Paix sur la Terre (Peace on Earth)
9. Les Maudits (The Cursed)
10. Le Traitre (The Traitor)
11. Vaine justice (Empty Justice)
12. L'Arbalète (The Crossbow)
13. La Rivale (The Rival)
14. L'Arbre (The Tree)
15. Princesse Aletta (The Princess Aleta)
16. Le Voyage (The Voyage)
17. Le Retour de Mordred (Mordred's Return)
18. Le Sauvetage (The Rescue)
19. La Séparation (The Parting)
20. Les Murs de la tyrannie (The Walls of Tyranny)
21. Le Jubilé (The Jubilee)
22. Le Traité (The Treaty)
23. Le Poison le plus noir (The Blackest Poison)
24. Le Héros (The Hero)
25. La Vision (The Vision)
26. L'Ombre du destin (The Shadows of Destiny)
27. Les Yeux du serpent (The Eyes of the Serpent)
28. L'Esprit de courage (The Spirit of Valor)
29. L'Aurore (The Aurora)
30. Le Pont en feu (The Burning Bridge)
31. Le Sage (The Sage)
32. Le Chant de la valeur (The Song of Valor)
33. La Bague de vérité (The Ring of Truth)
34. Une lumière dans l'obscurité (A Light in the Dark)
35. Le Fantôme (The Ghost)
36. Une autre nouvelle (A New Dawn)
37. La Mort d'Arthur (The Death of Arthur)
38. L'orage se prépare (The Gathering Storm)
39. La Charnière du destin (The Hinge of Fate)

## Produits dérivés
L'adaptation en série animée est suivie en 1992 de la sortie d'un jeu vidéo sur NES intitulé Prince Vaillant. Édité par Ocean Software, le jeu est un mélange d'action et d'aventure.